# Helena Řecká a Dánská
Helena Řecká a Dánská (řecky: Ελένη, Eleni; rumunsky: Elena; 2. května 1896, Athény – 28. listopadu 1982, Lausanne) byla během vlády svého syna, krále Michala I. Rumunského (1940–1947), královna matka Rumunska. Byla známá svým humanitárním úsilím zachránit rumunské Židy během 2. světové války, což vedlo k tomu, že ji Stát Izrael v roce 1993 vyznamenal titulem Spravedlivý mezi národy.

## Život
Jako dcera krále Konstantina I. Řeckého a jeho manželky, princezny Sofie Pruské, prožila Helena dětství v Řecku, Velké Británii a Německu. Vypuknutí první světové války a svržení jejího otce spojenci v roce 1917 ji natrvalo poznamenalo a také oddělilo od jejího oblíbeného bratra, mladého Alexandra I. Řeckého. Ve švýcarském exilu spolu s většinou členů královské rodiny strávila Helena několik měsíců péčí o svého otce, sužovaného nemocemi a depresemi. V roce 1920 se princezna setkala s Karlem, rumunským korunním princem, který ji rychle požádal o ruku. Navzdory špatné pověsti prince Helena nabídku přijala a přestěhovala se do Rumunska, kde brzy v roce 1921 porodila jejich jediného syna, prince Michala.
Situace její rodiny ji však nadále znepokojovala. Několikrát vycestovala za svými rodiči do zahraničí. Tím se distancovala od svého manžela, jehož četné aféry skončily, když se v roce 1924 zamiloval do Magdy Lupescuové. Nakonec v roce 1925 korunní princ Karel svou manželku opustil a zřekl se trůnu, aby mohl otevřeně žít se svou milenkou. Rozrušená Helena se snažila přesvědčit svého manžela, aby se k ní vrátil, ale nakonec se v roce 1928 smířila s rozvodem. Když její syn Michal nastoupil na trůn pod regentstvím svého strýce prince Nicholase, byla Helena v roce 1927 prohlášena „rumunskou královnou matkou“. Politická situace v Rumunsku však byla komplikovaná a Karel využil zvýšené nestability, aby se v roce 1930 vrátil do Bukurešti a byl vyhlášen králem. Nový vládce brzy donutil svou bývalou manželku odejít do exilu a jejich syna jí povolil vídat pouze dva měsíce v roce.
Za těchto okolností se Helena přestěhovala do Villa Sparta ve Fiesole v Toskánsku. Její sestry Irena a Kateřina a bratr Pavel s ní přerušovaně pobývali až do obnovení řecké monarchie v roce 1935. Vypuknutí druhé světové války, sesazení Karla II. a následné rozkouskování Velkého Rumunska v roce 1940 však přivedlo Helenu zpět za jejím synem do Bukurešti. Král a jeho matka byli při jednání s fašistickým režimem opatrní. Nedali najevo svůj odpor k účasti Rumunska na invazi do Sovětského svazu a deportaci Židů. Nakonec král Michal zorganizoval 23. srpna 1944 puč proti Antonescovi a Rumunsko se obrátilo proti mocnostem Osy; zemi však nakonec obsadila Rudá armáda.
Pro Helenu a jejího syna bylo poválečné období poznamenáno vměšováním Sovětského svazu do rumunské politiky. V březnu 1945 byl král nucen přijmout komunistickou vládu v čele s Petru Grozou. V následujícím roce zmanipulované všeobecné volby potvrdily hegemonii KSR v zemi. Nakonec byl Michal I. donucen 30. prosince 1947 abdikovat a královská rodina odešla do exilu. Helena se poté vrátila do vily Sparta, kde svůj čas dělila mezi rodinu, zahradnictví a studium italského umění. Helena, která se stále více obávala o své finance, nakonec v roce 1979 odjela z Itálie do Švýcarska a o tři roky později zemřela ve švýcarském Lausanne se svým synem po boku.

## Archiv
Korespondence královny Heleny s rumunským diplomatem Georgem I. Ducou z let 1940 až 1982 je zachována ve sbírce „George I. Duca Papers“ v archivu Hoover Institution Archives (Stanford, Kalifornie, USA).

## Vývod z předků
|                         |                                 |  |                     |                                          |  |  |  |  |  |  |  | Fridrich Vilém Glücksburský |
|                         |                                 |  |                     |                                          |  |  |  |  |  |  |  |                             |
|                         | Kristián IX. Dánský             |  |                     |                                          |  |  |  |  |  |  |  |                             |
|                         |                                 |  |                     |                                          |  |  |  |  |  |  |  |                             |
|                         |                                 |  |                     | Luisa Karolina Hesensko-Kasselská        |  |  |  |  |  |  |  |                             |
|                         |                                 |  |                     |                                          |  |  |  |  |  |  |  |                             |
|                         | Jiří I. Řecký                   |  |                     |                                          |  |  |  |  |  |  |  |                             |
|                         |                                 |  |                     |                                          |  |  |  |  |  |  |  |                             |
|                         |                                 |  |                     | Karel Hesensko-Kasselský                 |  |  |  |  |  |  |  |                             |
|                         |                                 |  |                     |                                          |  |  |  |  |  |  |  |                             |
|                         | Luisa Hesensko-Kasselská        |  |                     |                                          |  |  |  |  |  |  |  |                             |
|                         |                                 |  |                     |                                          |  |  |  |  |  |  |  |                             |
|                         |                                 |  |                     | Luisa Dánská a Norská                    |  |  |  |  |  |  |  |                             |
|                         |                                 |  |                     |                                          |  |  |  |  |  |  |  |                             |
|                         | Konstantin I. Řecký             |  |                     |                                          |  |  |  |  |  |  |  |                             |
|                         |                                 |  |                     |                                          |  |  |  |  |  |  |  |                             |
|                         |                                 |  |                     | Mikuláš I. Pavlovič                      |  |  |  |  |  |  |  |                             |
|                         |                                 |  |                     |                                          |  |  |  |  |  |  |  |                             |
|                         | Konstantin Nikolajevič Ruský    |  |                     |                                          |  |  |  |  |  |  |  |                             |
|                         |                                 |  |                     |                                          |  |  |  |  |  |  |  |                             |
|                         |                                 |  |                     | Šarlota Pruská                           |  |  |  |  |  |  |  |                             |
|                         |                                 |  |                     |                                          |  |  |  |  |  |  |  |                             |
|                         | Olga Konstantinovna Romanovová  |  |                     |                                          |  |  |  |  |  |  |  |                             |
|                         |                                 |  |                     |                                          |  |  |  |  |  |  |  |                             |
|                         |                                 |  |                     | Josef Sasko-Altenburský                  |  |  |  |  |  |  |  |                             |
|                         |                                 |  |                     |                                          |  |  |  |  |  |  |  |                             |
|                         | Alexandra Sasko-Altenburská     |  |                     |                                          |  |  |  |  |  |  |  |                             |
|                         |                                 |  |                     |                                          |  |  |  |  |  |  |  |                             |
|                         |                                 |  |                     | Amálie Württemberská                     |  |  |  |  |  |  |  |                             |
|                         |                                 |  |                     |                                          |  |  |  |  |  |  |  |                             |
| 'Helena Řecká a Dánská' |                                 |  |                     |                                          |  |  |  |  |  |  |  |                             |
|                         |                                 |  |                     |                                          |  |  |  |  |  |  |  |                             |
|                         |                                 |  | Fridrich Vilém III. |                                          |  |  |  |  |  |  |  |                             |
|                         |                                 |  |                     |                                          |  |  |  |  |  |  |  |                             |
|                         | Vilém I. Pruský                 |  |                     |                                          |  |  |  |  |  |  |  |                             |
|                         |                                 |  |                     |                                          |  |  |  |  |  |  |  |                             |
|                         |                                 |  |                     | Luisa Meklenbursko-Střelická             |  |  |  |  |  |  |  |                             |
|                         |                                 |  |                     |                                          |  |  |  |  |  |  |  |                             |
|                         | Fridrich III. Pruský            |  |                     |                                          |  |  |  |  |  |  |  |                             |
|                         |                                 |  |                     |                                          |  |  |  |  |  |  |  |                             |
|                         |                                 |  |                     | Karel Fridrich Sasko-Výmarsko-Eisenašský |  |  |  |  |  |  |  |                             |
|                         |                                 |  |                     |                                          |  |  |  |  |  |  |  |                             |
|                         | Augusta Sasko-Výmarská          |  |                     |                                          |  |  |  |  |  |  |  |                             |
|                         |                                 |  |                     |                                          |  |  |  |  |  |  |  |                             |
|                         |                                 |  |                     | Marie Pavlovna Romanovová                |  |  |  |  |  |  |  |                             |
|                         |                                 |  |                     |                                          |  |  |  |  |  |  |  |                             |
|                         | Sofie Pruská                    |  |                     |                                          |  |  |  |  |  |  |  |                             |
|                         |                                 |  |                     |                                          |  |  |  |  |  |  |  |                             |
|                         |                                 |  |                     | Arnošt I. Sasko-Kobursko-Gothajský       |  |  |  |  |  |  |  |                             |
|                         |                                 |  |                     |                                          |  |  |  |  |  |  |  |                             |
|                         | Albert Sasko-Kobursko-Gothajský |  |                     |                                          |  |  |  |  |  |  |  |                             |
|                         |                                 |  |                     |                                          |  |  |  |  |  |  |  |                             |
|                         |                                 |  |                     | Luisa Sasko-Gothajsko-Altenburská        |  |  |  |  |  |  |  |                             |
|                         |                                 |  |                     |                                          |  |  |  |  |  |  |  |                             |
|                         | Viktorie Sasko-Koburská         |  |                     |                                          |  |  |  |  |  |  |  |                             |
|                         |                                 |  |                     |                                          |  |  |  |  |  |  |  |                             |
|                         |                                 |  |                     | Eduard August Hannoverský                |  |  |  |  |  |  |  |                             |
|                         |                                 |  |                     |                                          |  |  |  |  |  |  |  |                             |
|                         | královna Viktorie               |  |                     |                                          |  |  |  |  |  |  |  |                             |
|                         |                                 |  |                     |                                          |  |  |  |  |  |  |  |                             |
|                         |                                 |  |                     | Viktorie Sasko-Kobursko-Saalfeldská      |  |  |  |  |  |  |  |                             |
|                         |                                 |  |                     |                                          |  |  |  |  |  |  |  |                             |